# Сражение при Сесешнвилле
Сражение при Сесе́шнвилле (оно же Первое сражение за остров Джеймс) произошло во время Гражданской войны в США 16 июня 1862 года. В этом столкновении конфедераты предотвратили единственную попытку северян взять г. Чарльстон с суши.

## Предыстория

### Войска Конфедерации

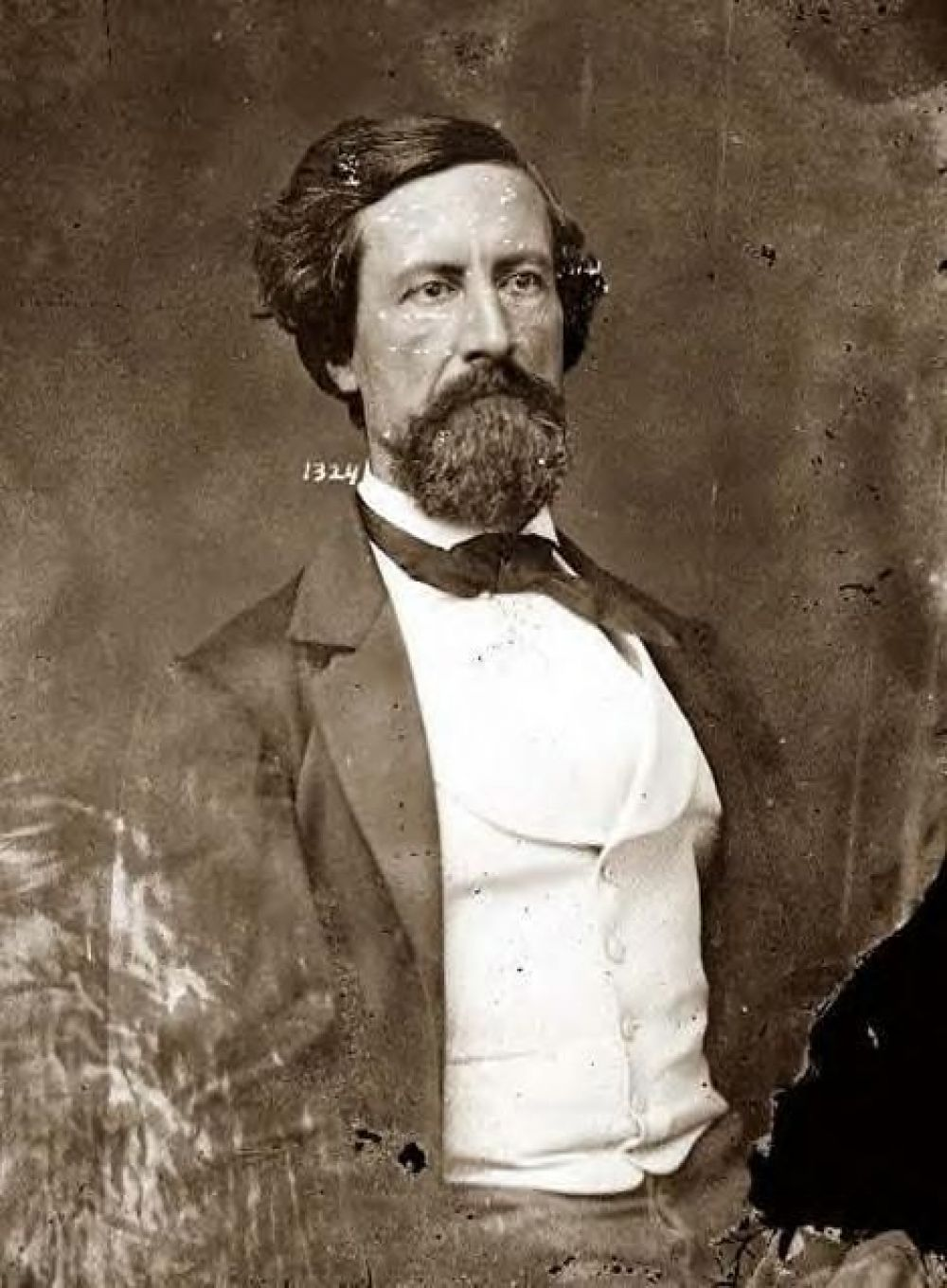
Джон Пембертон

2 марта 1862 года генерал Роберт Ли, командующий Отделом Южной Каролины, Джорджии и Восточной Флориды, был отозван в Ричмонд. На его место был назначен бригадный генерал Джон Пембертон, произведённый в генерал-майоры. Лично обследовав шесть номерных артиллерийских батарей на о-ве Коула, которые защищали устье реки Стоно, Пембертон пришёл к выводу, что они легко могут быть отрезаны от основных сил Конфедерации, и приказал перенести орудия на новые позиции на о-ве Джеймс, защита которых представлялась более реалистичной. Несмотря на сопротивление губернатора Фрэнсиса Пикенса, бригадного генерала Росвелла Рипли, командующего Вторым военным округом юга Южной Каролины, и полковника Джонсона Хэгуда, командующего гарнизоном острова Коула, этот приказ был исполнен. На острове Коула остался лишь один батальон 24-го Южнокаролинского пехотного полка под командованием подполковника Эллисона Кэперса, которому было поручено препятствовать высадке небольших десантов и передвижению барж по реке Стоно. На острове Бэттери с аналогичным заданием остались две роты гвардии Пальметто под командованием капитана Бриста.
Чтобы помешать атаке северян на г. Чарльстон через о-в Джеймс и не допустить захвата о-ва Моррис, Пембертон распорядился возвести на обоих островах земляные батареи и разместить гарнизоны. В середине мая бригадный генерал Стэйтс Райтс Джист, командующий береговой обороной Чарльстона, приказал эвакуировать с острова Джеймс все гражданское население.
Оборонительные позиции, состоявшие из траншей и земляных реданов, начинались на восточном берегу у усадьбы Меллишан-Хаус и тянулись поперёк острова до усадьбы Ройялл-Хаус на берегу р. Стоно. Затем линия обороны шла вдоль берега реки до её слияния с протокой Уапу-Крик, где на северной оконечности острова был возведён мощный пятиугольный земляной форт Пембертон, орудия которого контролировали как фарватер реки, так и подступы к форту с суши. На левом фланге оборонительной линии, у плантации Сесешнвилл, на небольшом полуострове, образованном притоком реки Фолли, была построена земляная батарея Тауэр, названная так, поскольку над ней возвышалась деревянная наблюдательная вышка. Для строительства батареи полковник Льюис Хэтч выбрал самое узкое место полуострова — перешеек шириной 115 метров. Гарнизон батареи состоял из 750 человек под командованием командира 2-го Южнокаролинского артиллерийского полка полковника Томаса Ламара. Валы были расположены в виде буквы М, упираясь флангами в заболоченные берега. На валах разместили девять орудий. В середине находилась 8-дюймовая колумбиада. По обе стороны от неё установили по одной 24-фунтовой нарезной пушке, 24-фунтовой гладкоствольной пушке и 18-фунтовой пушке. Отдельная артиллерийская позиция (батарея Рейд) на правом фланге батареи Тауэр была вооружена ещё двумя 24-фунтовыми пушками. К концу мая батарея Тауэр ещё не была закончена, и артиллеристы лихорадочными темпами вели земляные работы. Левый фланг батареи прикрывала вооружённая 8-дюймовыми пушками канонерская лодка № 2, стоявшая на якоре на реке Фолли, под командованием лейтенанта Порчера с канонерской лодки Sampson.
Южная оконечность острова Джеймс не была защищена, благодаря чему могла служить удобным плацдармом для северян.

### Войска США

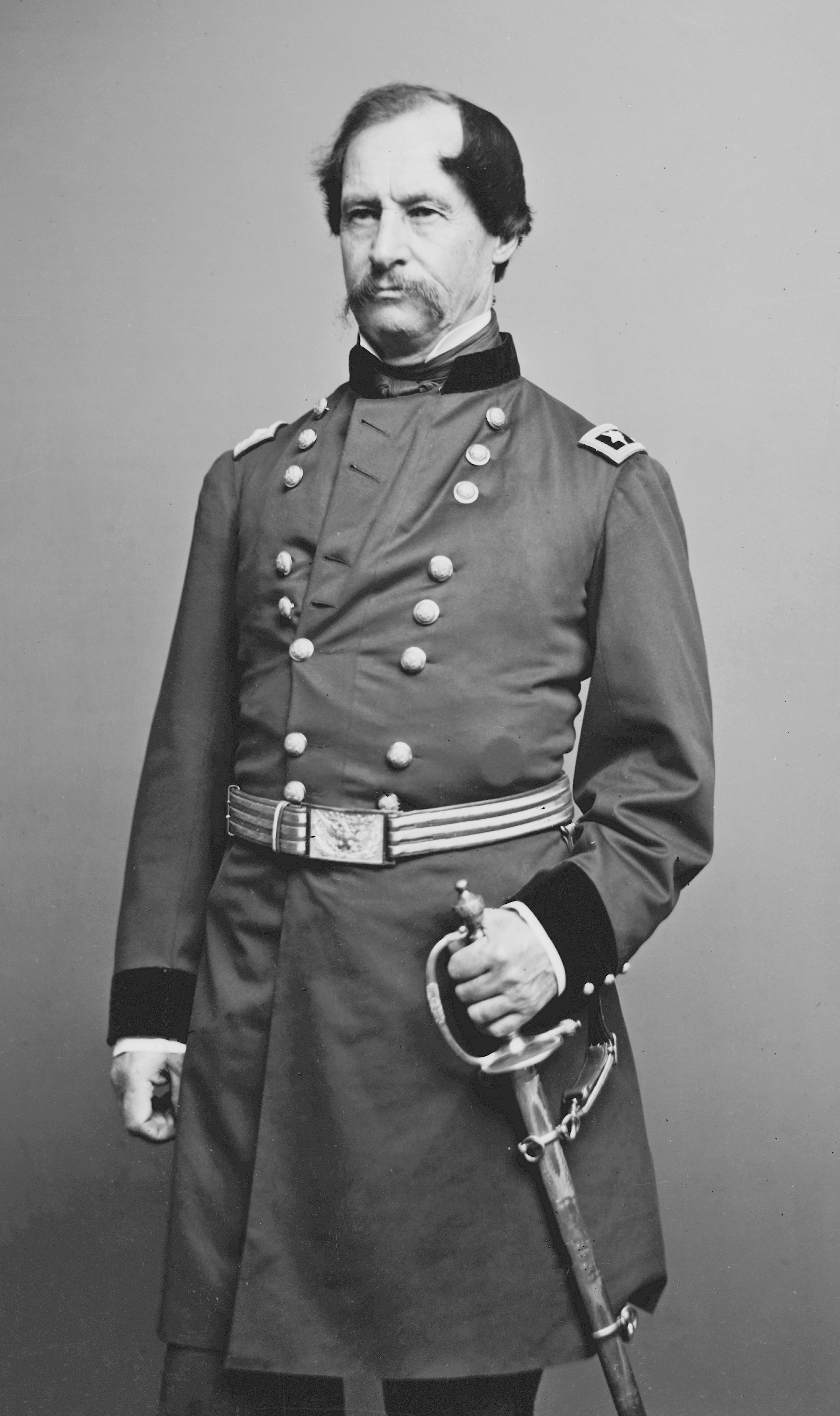
Дэвид Хантер

В начале 1862 года командующий Южным отделом бригадный генерал Томас Уэст Шерман попросил своего начальника инженеров капитана Куинси Гиллмора сформулировать несколько вариантов взятия г. Чарльстон. Тот предложил два варианта действий. Первый ставил главной целью взятие форта Самтер, для чего следовало высадить морские десанты на острова Салливан и Моррис и, установив там батареи, подвергнуть форт перекрёстному обстрелу. После взятия форта флот Союза сможет войти в гавань и принудить город к сдаче. Второй вариант предусматривал непосредственную атаку на город с суши. Для этого следовало высадиться на южной оконечности о-ва Джеймс, пересечь его и установить на северном берегу осадные орудия, которые могли бы держать под обстрелом гавань и сам город, принуждая его к сдаче.
В марте 1862 года Шермана на посту командующего Южным отделом сменил генерал-майор Дэвид Хантер, который ранее командовал Западным отделом. Флаг-офицер Сэмюэл Дю Понт остался командующим Южно-атлантической блокирующей эскадрой.

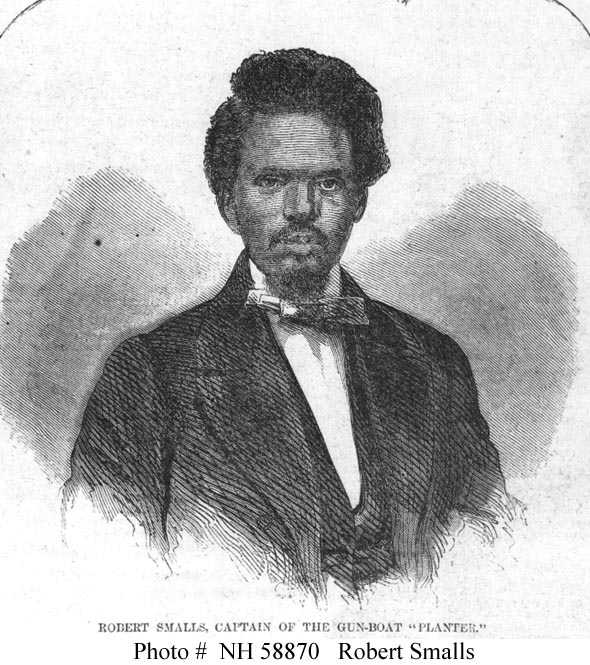
Роберт Смоллс

13 мая чернокожий раб по имени Роберт Смоллс, служивший рулевым на вооружённом пароходе Planter, который только что принял на Южной верфи Чарльстона груз в виде четырёх орудий, предназначенных для вооружения батарей Мидл-Граунд, воспользовался отлучкой белых офицеров, вместе с командой, состоявшей из негров-рабов, угнал корабль и, благополучно миновав пять фортов южан, добрался до кораблей Союза, блокирующих гавань. Он сообщил командованию северян, что конфедераты оставили без защиты острова Коула и Бэттери, что открывало армии северян возможность подняться по реке Стоно, высадиться на острове Джеймс и атаковать Чарльстон.
Обычно медлительный генерал Хантер поспешил воспользоваться открывшейся возможностью. 20 мая по реке Стоно начали курсировать две канонерские лодки северян, которые обстреливали все замеченные на берегу цели, а к концу месяца канонерок было уже шесть. Ещё пять канонерок и две баржи были выделены для перевозки армейских частей. 2 июня дивизия под командованием бригадного генерала Айзека Стивенса была высажена на о-ве Бэттери, где закрепилась под прикрытием канонерских лодок. Утром 9 июня ещё одна дивизия под командованием бригадного генерала Горацио Райта в пешем порядке пересекла о-в Джон, переправилась через реку Стоно у г. Легарвилл и расположилась лагерем на южном берегу о-ва Джеймс у плантации Гримбалла. Общее командование операцией было поручено бригадному генералу Бенхэму.
Впереди позиций северян, возле усадьбы Риверса, была насыпана батарея, скрытая лесом от глаз противника, на которой установили три нарезных орудия.

## Боевые действия

### Мелкие стычки
17 мая несколько барж северян вошли в устье реки Стоно для промеров глубины. Одну южане отогнали ружейным огнём с Козьего острова.
19 мая несколько канонерских лодок северян попытались войти в устье р. Стоно, но отошли после того, как одна из них села на мель.
20 мая три канонерских лодки северян преодолели отмель и вошли в р. Стоно. Одна встала на якорь в непосредственной близости от о-ва Коула. Согласно приказу отряды подполковника Кэперса и капитана Бриста без потерь отошли по дамбам на о-в Джеймс.
21 мая десантная партия северян, высадившись с канонерской лодки, захватила в плен пикеты 24-го Южнокаролинского полка на острове Бэттери.
25 мая на реке Стоно произошла артиллерийская дуэль между канонеркой северян и плавучей батареей южан под командованием капитана Фрэнка Бонно.
31 мая несколько снарядов, выпущенных северянами с реки Стоно в сторону плантации Сесешнвилл, упали рядом с лагерем 24-го Южнокаролинского полка.
2 июня канонерская лодка северян, поднявшись по реке Фолли, обстреляла батарею капитана Чичестера на мысе Легар-Пойнт, батарею капитана Уорли рядом с плантацией Сесешнвилл и саму плантацию — штаб-квартиру командующего войсками южан на острове Джеймс генерала Джиста. Батареи конфедератов и канонерка № 2 открыли ответный огонь. После примерно часовой перестрелки канонерская лодка ушла.
Рано утром 3 июня сводный отряд 2-й дивизии под командованием майора Эллиотта из 79-го Нью-Йоркского полка получил приказ проникнуть на о-в Джеймс и произвести разведку. Отряд выдвинулся по направлению к дамбе, ведущей с о-ва Сол Легар на о-в Джеймс близ усадьбы Риверса. Накануне вечером в грязи перед дамбой при попытке эвакуации глубоко увязли три береговых 24-фунтовых гаубицы конфедератов из батареи капитана Чичестера. По другую сторону дамбы в боевом охранении стояли два отряда южан: лейтенанта Линча из роты A Чарльстонского пехотного батальона и капитана Уайта из Легкопехотного отряда Борегара, — которые были оттеснены северянами к усадьбе Риверса. Подполковник Эллисон Кэперс, прибывший в Сесешнвилл во главе четырёх рот 24-го Южнокаролинского полка, сообщил командованию об этом инциденте, и его отряд был отправлен к дамбе с заданием оттеснить северян вывезти увязшие орудия. Присоединив к себе отряды Линча и Уайта, Кэперс выдвинулся на о-в Сол Легар. В районе плантации Легар отряды южан и северян встретились. Под огнём конфедератов отряд Эллиотта вынужден был отступить и занять оборону среди негритянских хижин на плантации Легар. В этот момент к атаке Кэперса присоединился подполковник Питер Гайяр с тремя ротами своего батальона и одной ротой 24-го Южнокаролинского полка, окончательно выбив северян с позиции. 22 человека из 100-го Пенсильванского полка во главе с командиром роты F капитаном Джеймсом Харви Клайном, прикрывавшие отряд Эллиотта с правого фланга, при отступлении северян остались на позиции, были окружены ротой C Чарльстонского батальона и взяты в плен. В этой стычке южане потеряли 17 человек ранеными (одного — смертельно), а адъютант Гайяра второй лейтенант Генри Уокер был тяжело ранен и оставлен на поле боя, где его взяли в плен северяне. Канонерские лодки Союза огнём своих орудий заставили южан вернуться на о-в Джеймс, и северяне впоследствии захватили две из трёх застрявших гаубиц Чичестера. Продвижению северян на о-в Джеймс помешал огонь батарей полковника Ламара и капитана Уорли, а также выдвинутого вперёд взвода лёгких пушек под командованием капитана Уильяма Престона.
4 июня основные силы южан отступили из южной части о-ва Джеймс на главную оборонительную линию. Канонерские лодки северян обстреляли Сесешнвилл.
6 июня возле пресвитерианской церкви на о-ве Джеймс произошла перестрелка между отрядом северян и пикетами 24-го Южнокаролинского полка.
7 июня на о-ве Джеймс произошла перестрелка между пикетами 1-го Южнокаролинского кавалерийского полка и отрядом северя.
8 июня отряд 46-го Нью-Йоркского полка под командование полковника Морроу из штаба генерала Хантера произвёл разведку вдоль дороги, соединяющей плантацию Гримбалла и Сесешнвилл. Отряд дошёл до пресвитерианской церкви, потеряв 2 человек убитыми и 5 ранеными, после чего вернулся в лагерь. В тот же день генерал Айзек Стивенс произвёл разведку в направлении батареи Тауэр силами 3-го Нью-Гемпширского полка, усиленного кавалерией. Отряд захватил пикет южан в количестве четырёх человек. Северяне продвинулись на 60-70 метров дальше стрелковых окопов перед батареей, после чего были обстреляны полевым орудием и пушками плавучей батареи южан и отошли, не понеся потерь.
10 июня в 4:30 47-й Джорджийский полк атаковал аванпосты 1-й дивизии северян у плантации Гримбалла. Со стороны северян в перестрелке участвовали пять рот 97-го Пенсильванского полка (полковник Гасс), две роты 45-го Пенсильванского полка (капитан Хиллс), две роты 47-го Нью-Йоркского полка (капитан Макдональд), четыре орудия роты E 3-го артиллерийского полка США (капитан Рэнсом). Канонерские лодки Союза вели огонь через головы северян. Северяне потеряли 4 человека убитыми и 18 ранеными. Южане оставили на поле боя 14 убитых и 6 раненых, двое из которых впоследствии скончались.
14-15 июня интенсивный обстрел Сешенвилла канонерскими лодками и батареей на мысе Легар-Пойнт. Батарея полковника Ламара вела ответный огонь.
К 15 июня на о-ве Джеймс южане сконцентрировали равную по численности группировку своих частей под командованием бригадного генерала Натана Эванса, накануне назначенного командующис войсками Конфедерации на о-ве Джеймс. Основные силы были сосредоточены на оборонительной линии и в её непосредственном тылу, а вперёд был выдвинут отряд под командованием полковника Джонсона Хэгуда, которому было поручено охранять подступы к основной позиции за исключением батареи Тауэр, охраняемой собственными аванпостами.

### Генеральное сражение

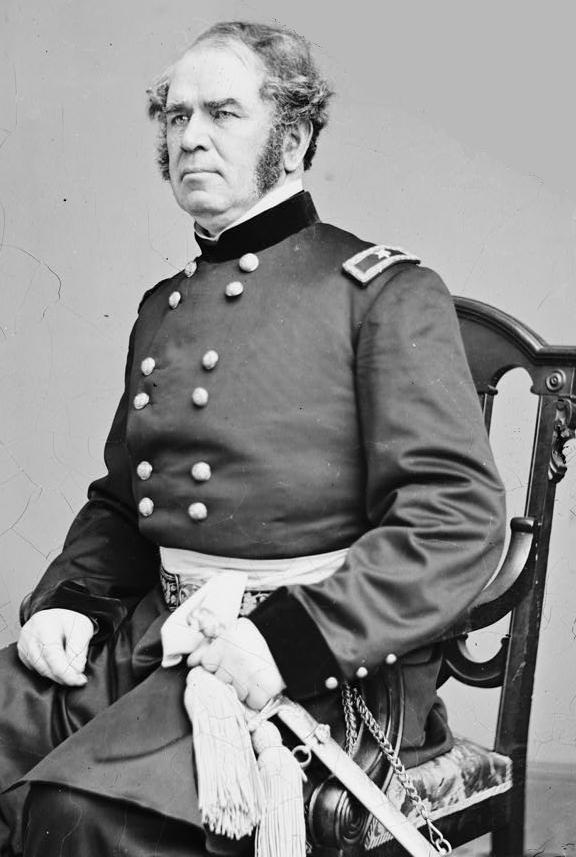
Генри Бенхэм

11 июня генерал Хантер вернулся на о-в Хилтон-Хед, чтобы повидаться с женой, оставив генералу Бенхэму конкретный приказ не предпринимать никаких наступательных действий, пока не прибудут подкрепления. Однако Бенхэм, удостоверившись в том, что работы на батарее в Сесешнвилле ещё не закончены, решил действовать немедленно. На совещании командиров, которое состоялось 15 июня, генерал Стивенс решительно воспротивился планам Бенхэма, указывая, что подобные действия приведут к полномасштабному боевому столкновению. Стивенса поддержали генерал Райт и полковник Уильямс. Тем не менее, Бенхэм отдал приказ о начале операции.

#### Планы северян
Согласно замыслу генерала Бэнхема, войска северян должны были наступать на батарею в Сесешнвилле двумя колоннами. Правая, составленная из частей 2-й дивизии генерала Стивенса, должна была ночью незаметно сосредоточиться у линии передового охранения южан и с первыми лучами солнца атаковать батарею. Левая колонна, составленная из частей 1-й дивизии генерала Райта и бригады генерала Уильямса, должна была в 3 часа утра выступить из лагеря на плантации Гримбалла, прикрывая левый фланг и тыл атакующей колонны. Генерал Бенхэм был настолько уверен в том, что южане контратакуют со стороны своей главной оборонительной линии, что запретил, в случае неудачи генерала Стивенса, повторять атаку силами прикрывающей колонны.

#### Боевое расписание северян
Левая колонна (прикрывающая):

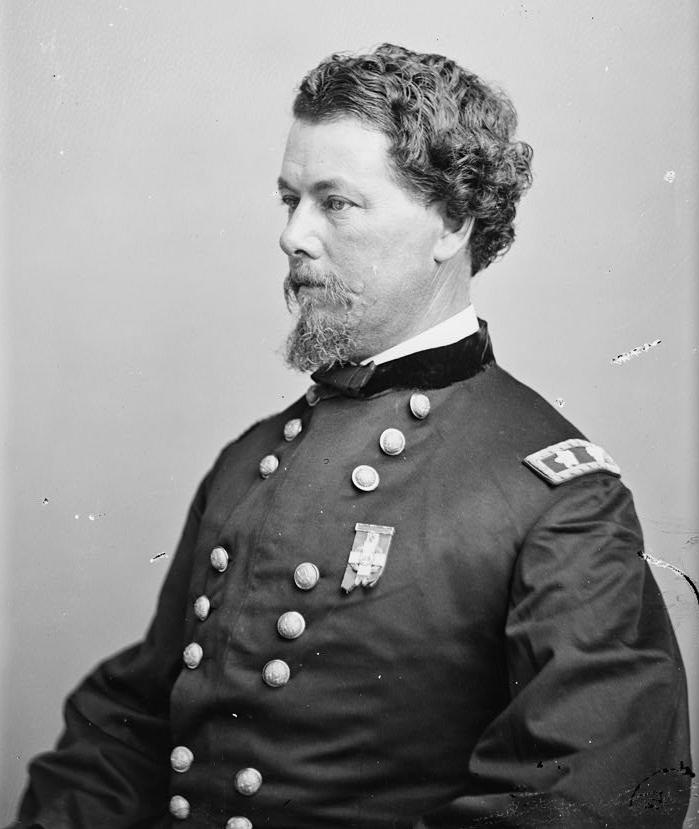
Горацио Райт

- Бригада полковника Роберта Уильямса:
  - 3-й Род-Айлендский тяжёлый артиллерийский полк (5 рот) — майор Эдвин Меткалф
  - 3-й Нью-Гемпширский полк (10 рот) — подполковник Джон Джексон
  - 97-й Пенсильванский полк (6 рот)
  - Рота E 3-го артиллерийского полка США (2 орудия) — капитан Рэнсом
- 1-я бригада 1-й дивизии — полковник Джон Чэтфилд:
  - 6-й Коннектикутский полк (2 роты) — полковник Джон Чэтфилд
  - 47-й Нью-Йоркский полк (8 рот) — полковник Генри Гасс
- 2-я бригада 1-й дивизии — полковник Томас Уэлш:
  - 45-й Пенсильванский полк (6 рот) — майор Килбурн
  - 1-й Нью-Йоркский добровольческий инженерный полк (5 рот) — майор Баттс
- Два артиллерийских взвода — капитан Гамильтон
- Два кавалерийских эскадрона

Правая колонна (атакующая)
- Штурмовой отряд:
  - Роты C и H 8-го Мичиганского полка — капитаны Ральф Эли и Ричард Дойл
  - Рота E 1-го Нью-Йоркского добровольческого инженерного полка — капитан Альфред Сирс (59 чел.)
- 1-я бригада 2-й дивизии — полковник Уильям Фентон
  - 8-й Мичиганский полк (534 чел.) — подполковник Фрэнк Грэйвс
  - 7-й Коннектикутский полк (598 чел.) — подполковник Дж. Хоули
  - 28-й Массачусетский полк (544 чел.) — подполковник М. Мур
  - Четыре орудия 1-й Коннектикутской лёгкой батареи (77 чел.) — капитан Альфред Рокуэлл
- 2-я бригада 2-й дивизии — полковник Дэниел Лэйжер
  - 79-й Нью-Йоркский полк — подполковник Дэвид Моррисон
  - 100-й Пенсильванский полк (421 чел.) — майор Дэвид Леки
  - 46-й Нью-Йоркский пехотный полк (474 чел.) — полковник Рудольф Роса
  - Рота H 1-го Массачусетского кавалерийского полка — капитан Люциус Сарджент (30 чел.)
- Рота I 3-го Род-Айлендского тяжёлого артиллерийского полка (батарея на мысу Легар-Пойнт) — капитан Чарльз Стрэхэн (83 чел.)

#### События 16 июня

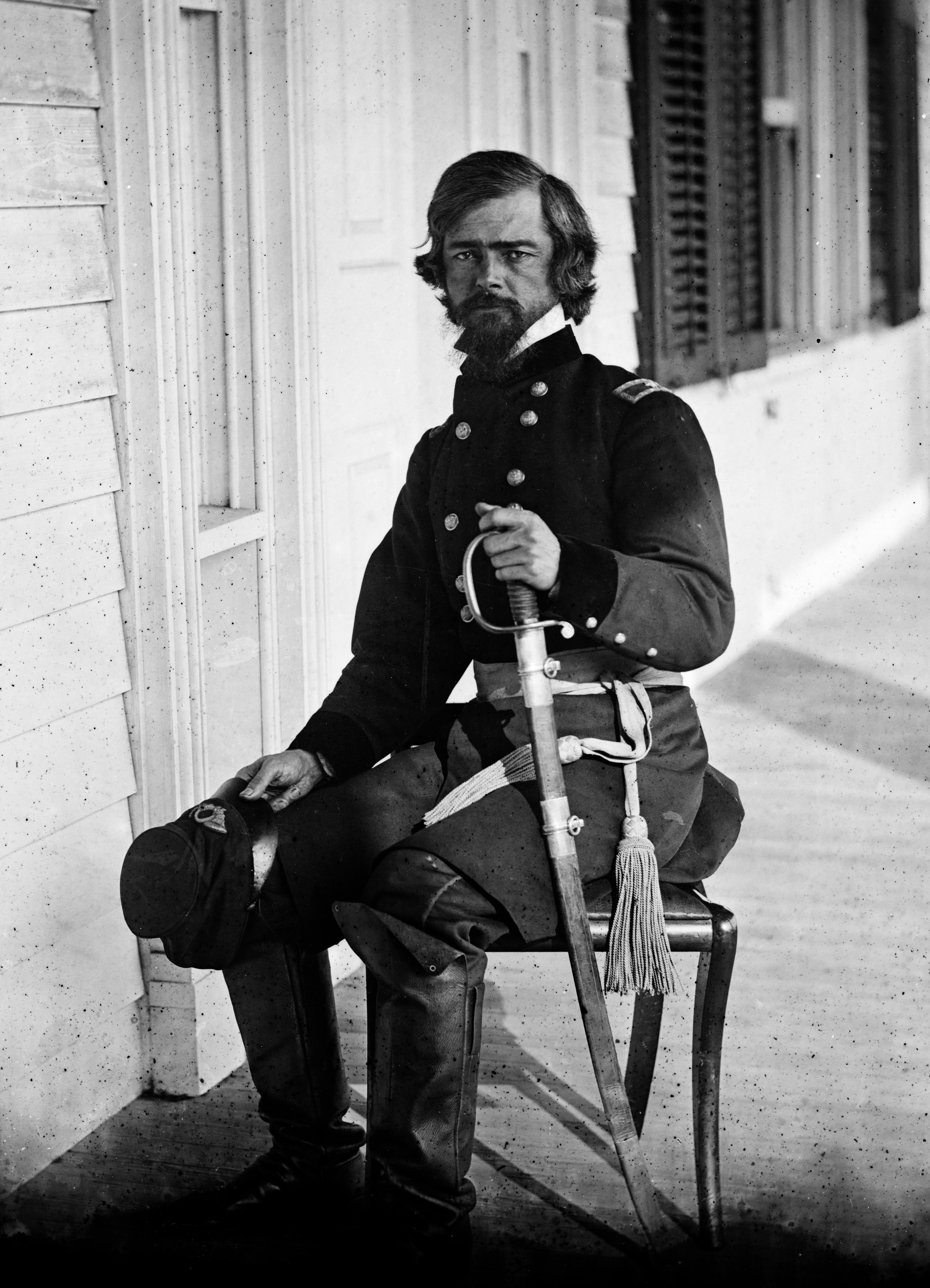
Айзек Стивенс

Из передвижений северян полковник Ламар сделал вывод, что батарея Тауэр будет атакована ночью 15 или утром 16 июня. В тылу батареи расположились лагерем 1-й и 9-й Южнокаролинские пехотные батальоны, а на 1,5 километра перед фронтом батареи, к усадьбе Риверса, было выдвинуто сторожевое охранение. Гарнизон батареи был крайне утомлён после земляных работ накануне. Около 1:00 по мостику со стороны главной оборонительной позиции на батарею пришли 100 человек из 22-го Южнокаролинского полка полковника Гудлетта под командованием капитана Джошуа Джемисона, посланные генералом Эвансом. Главную оборонительную линию южан охранял отряд из семи рот 24-го Южнокаролинского полка, шести рот 1-го Южнокаролинского полка и одной ротой 47-го Джорджийского полка под общим командованием полковника Стивенса.
2-я дивизия генерала Стивенса построилась в походную колонну в 2 часа утра. К 3:30 её колонна, соблюдая тишину, вышла на исходный рубеж атаки (на линию боевого охранения) и развернулась в боевой порядок. К тому же сроку прикрывающая колонна, выступив из лагеря, выдвинулась на 1,5 километра и сосредоточилась в лесу. При этой колонне находился генерал Бенхэм, который взял на себя командование всеми входившими в неё тремя бригадами, оставив генералу Райту командование одной лишь 1-й дивизией.
В 4 часа — в сумраке, поскольку утро было облачное и тёмное, — атакующая колонна двинулась вперёд, при этом головные роты были обстреляны, потеряв пять человек ранеными, но захватили в плен пикет южан в составе лейтенанта и трёх рядовых.
Бригада Уильямса тоже выдвинулась вперёд — 3-й Ньюгемпширский полк продвинулся вдоль западного берега протоки, разделявшей батарею Тауэр и основную позицию южан, выйдя таким образом во фланг и тыл конфедератов. Сначала правофланговые роты А и E, а затем и весь полк открыли огонь по западным валам батареи, отогнав прислугу от ближайших трёх орудий. Навстречу северянам выдвинулись 4-й Луизианский батальон под командованием подполковника Мак-Энери и 1-й Южнокаролинский полк. Командир последнего полковник Хэгуд, заметив, что батарея из двух 24-фунтовых орудий, расположенная к западу от батареи Тауэр, молчит, отправил туда подполковника Кэперса. Кэперс, обнаружив возле пушек небольшой отряд южан-артиллеристов под командованием лейтенанта Китчинга, распорядился открыть огонь по 3-му Ньюгемпшмрскому полку с расстояния в 300 шагов. К батарее Китчинга присоединилась батарея с севера. Под огнём южан полк понёс значительные потери и не смог остановить 1-й и 9-й Южнокаролинские батальоны, выдвинувшиеся на помощь гарнизону батареи Тауэр.
Передовой отряд дивизии Стивенса быстрым маршем преодолел расстояние около 1,5 км по хлопковому полю. Тем временем солдаты южан, находившиеся на аванпостах, прибежав на батарею, предупредили полковника Ламара. Ламар отправил депешу генералу Эвансу и вызвал из тыла батальоны подполковников Гайяра и Смита, после чего, прибыв на батарею, увидел наступающих северян в 700 шагах от форта и приказал открыть огонь. К гарнизону батареи присоединился отряд Джемисона. Ружейно-артиллерийский огонь конфедератов обрушился на северян. В 4:30 головные роты, а вслед за ними и остальные подразделения 8-го Мичиганского полка с примкнутыми штыками атаковали восточную часть батареи и, хотя их ряды были рассечены надвое ливнем снарядов, сумели на двух участках взобраться на передний бруствер и начали обстреливать орудийные расчёты. Подошедший батальон Смита вступил в бой с северянами на левом фланге батареи, а батальон Гайяра занял позиции в центре и на правом фланге.
7-й Коннектикутский полк должен был атаковать западную часть укрепления, но командир бригады полковник Фентон направил его на помощь мичиганцам. Приблизившись к батарее на 200—300 шагов, правое крыло полка наткнулось на ранее незамеченную канаву и вынуждено было сместиться к центру линии. В этот момент по скучившимся и замедлившим шаг солдатам южане открыли сосредоточенный огонь, который сломал их строй. Офицерам пришлось выстраивать полк под огнём в 130 шагах от батареи. Шедший далее в ротных колоннах 28-й Массачусетский полк развернулся в линию и под прикрытием двух 12-фунтовых полевых гаубиц и одной нарезной пушки из батареи капитана Рокуэлла пристроился к 7-му Коннектикутскому слева. 28-й Массачусетский приблизился к батарее на 40 шагов и наткнулся на большое поваленное дерево, за которым была протока и плотные заросли кустарника. Укрыться за этим препятствием могла не более чем ротная шеренга. Полк остановился на открытом месте и начал нести большие потери. Подполковник Мур отдал приказ отойти и вновь построиться в линию. Тем временем конфедераты в рукопашном бою отбросили северян от бруствера (в некоторых местах — скатывая вниз брёвна). При этом полковник Ламар получил сильное ранение в шею и передал командование подполковнику Гайяру.
Сапёрная рота капитана Сирса, шедшая в голове колонны Стивенса, выполнила свою задачу, расчистив путь наступающей пехоте, после чего отступила на правый фланг, ожидая дальнейших приказаний. После того, как 1-я бригада вступила в бой, сапёры были направлены на левый фланг, чтобы оказать помощь батарее Рокуэлла. Присоединившись к артиллеристам, сапёры понесли значительные потери от артиллерийского огня.
79-й Нью-Йоркский полк получил приказ выстраиваться в линию, чтобы поддержать полки 1-й бригады, но только две правофланговые роты успели построиться, когда пришёл приказ как можно скорее идти на помощь бригаде Фентона. Полк ускоренным маршем двинулся вперёд, и отставшие роты пытались пристроиться к правофланговым на ходу. Восстановить строй удалось лишь перед самой батареей, но левое крыло полка сразу попало под интенсивный огонь южан. Полк открыл ответный огонь, прячась за естественными укрытиями, и лишь небольшая его часть присоединилась к 8-му Мичиганскому на бруствере. 100-й Пенсильванский последовал за 79-м полком, прикрывая своим правым флангом его левый фланг. Строй 100-го полка был разорван посередине, в результате чего правофланговые роты присоединились к атаке 79-го и достигли подножия вала, а левофланговые залегли на поле перед батареей. 46-й Нью-Йоркский полк изначально должен был занять позицию на левом фланге, осуществляя связь с дивизией Горацио Райта, однако после выдвижения получил приказ поддержать 100-й Пенсильванский. Благодаря этой заминке 46-й полк успел выстроиться в линию, но задержался и был оставлен в резерве. Спустя какое-то время полк получил приказ наступать и приблизился к батарее на 300 шагов, однако отступавшие подразделения 28-го Массачусетского и 7-го Коннектикутского увлекли за собой часть солдат. Одновременно орудия южан начали обстреливать 46-й полк шрапнелью. Строй полка рассыпался, и он получил приказ отступать.
Атаку дивизии поддерживали канонерские лодки Ellen и Hale, поднявшиеся по реке Фолли, и единственное орудие батареи на мысе Легар-Пойнт, поскольку остальные два вышли из строя в самом начале боя.
Генерал Стивенс приказал своим полкам, продержавшимся на бруствере 15-20 минут, отступить и перегруппироваться, что они и сделали при поддержке орудий капитана Рокуэлла, вынеся с собой часть убитых. Около сотни солдат из 8-го Мичиганского полка и часть 7-го Коннектикутского после отступления основных сил продолжали вести огонь по батарее, укрываясь за посадками хлопка, пока лейтенант Белчер не подскакал к ним на лошади и не отозвал их обратно. Генерал Стивенс выстроил отошедшие полки своей дивизии в оборонительную линию на расстоянии полутора километров от батареи Тауэр. Спустя некоторое время полки Стивенса выдвинулись вперёд для новой атаки, но, подойдя к батарее на 400—500 шагов, остановились, а затем получили приказ отступать.
Полковник Хэгуд, продолжая движение на юг во главе отряда из подразделений 1-го и 24-го Южнокаролинских полков, батальона Юто и одного 6-фунтового орудия Южнокаролинской лёгкой артиллерийской батареи капитана Бойса под командованием лейтенанта Джеттера (в общей сложности около 700 человек), встретился с 3-м Род-Айлендским батальоном, получившим задание ликвидировать орудие лейтенанта Джетера. Завязалась перестрелка. Через некоторое время 3-й Ньюгемпширский полк начал отступать, и 3-й Род-Айлендский батальон отступил вместе с ним.
Генерал Райт выдвинул вперёд 47-й Нью-Йоркский полк и взвод полевых пушек капитана Гамильтона. 1-й Нью-Йоркский инженерный и 45-й Пенсильванский полки развернулись фронтом на запад для прикрытия от возможной атаки с левого фланга. Остальные части и подразделения прикрывающей колонны находились в резерве.
Перестрелка продолжалась до 9:00-9:30, после чего генерал Бенхэм отдал приказ об общем отступлении. Отход 1-й дивизии прикрывал 45-й Пенсильванский полк, который выдвинулся на линию аванпостов и удерживал эту позицию до тех пор, пока вероятность контратаки южан не миновала. Отход 2-й дивизии прикрывали 8-й Мичиганский полк и батарея Рокуэлла.

## Последствия
8-й Мичиганский полк понёс самый тяжёлый урон, из 22 офицеров 13 были убиты или ранены.
Генерал Хантер сместил с должности генерала Бенхэма, а также, ввиду недоступности пополнений и близости сезона болезней, 27 июня принял решение вывести подчинённые ему войска со всем имуществом с о-ва Джеймс. Генералу Райту было приказано с двумя полками своей дивизии проследовать через о-в Джон на о-в Норт-Эдисто, где подчинить себе расквартированный там полк и возглавить силы северян на острове. Остальные полки должны были перейти в подчинение генерала Стивенса и морем проследовать в пункты дислокации.
Батарея Тауэр была переименована в форт Ламар.